# Rodzina punktowo skończona
Rodzina punktowo skończona jest pojęciem topologii ogólnej, charakteryzującym rodziny zbiorów przestrzeni topologicznej.

## Definicja
Rodzinę {\displaystyle {\mathcal {A}}=(A_{t})_{t\in T}} podzbiorów przestrzeni topologicznej {\displaystyle X} nazywamy punktowo skończoną jeśli każdy punkt {\displaystyle x\in X} należy do co najwyżej skończonej liczby zbiorów z tej rodziny (tzn. zbiór {\displaystyle \{t\in T:x\in A_{t}\}} jest skończony).
Przestrzeń topologiczna, w której każde pokrycie otwarte ma wpisane pokrycie otwarte punktowo skończone, nazywa się metazwartą, zaś przestrzeń, w której każde pokrycie otwarte ma wpisane pokrycie otwarte lokalnie skończone, nazywa się parazwartą.
Każda rodzina lokalnie skończona podzbiorów przestrzeni topologicznej jest również punktowo skończona.